# Silvestro Valiero
Silvestro Valiero (ur. 28 marca 1630, zm. 7 lipca 1700) – doża wenecki od 1694 roku. Był synem doży Bertuccio Valiero.